# Brauereien in Michigan
Brauereien in Michigan produzieren eine große Bandbreite an Biersorten, die lokal, regional, national oder auch international vermarktet werden. 2014 zählte Michigan fast 160 Brau-Unternehmen (darunter Brauereien, Mikrobrauerei-Pubs, Importeure, Abfüllanlagen und Großhändler). 2017 zählt die Mitgliederliste der Brauerei-Gilde fast 240 Mitglieder.
Wegen seiner boomenden Craft-Beer-Szene wurde Grand Rapids 2012 und 2013 zur Beer City USA gewählt.

## Wirtschaftliche Bedeutung
2016 trug die Bierindustrie zu 10,5 Milliarden Dollar zur Wirtschaft von Michigan bei. Fast 35.000 Arbeitsplätze zählen in Michigan zum Groß- und Einzelhandel sowie der Produktion von Bier. Weitere rund 14.000 Personen sind bei Zulieferern tätig.
2014 produzierten 159 Brauereien in Michigan 825.103 Barrel Bier, 40 Prozent mehr als 2013. Damit liegt Michigan in den USA hinsichtlich der produzierten Biermenge auf Platz 10 und hinsichtlich der Anzahl an Craft-Breweries auf Platz 6. 
Den Großteil verkauften allein die beiden mit Abstand größten Brauereien Michigans: Bell's Brewery (318.926 Barrel) und Founders (193.000 Barrel). Diese beiden sind die einzigen Brauereien in den US-Top 50 der größten Brauereien des Landes (Bell's auf Platz 14 und Founders auf Platz 16).
Bei Craft-Beer-Produzenten sowie Groß- und Einzelhändlern sind 5.100 Personen beschäftigt, weitere 757 Personen zum Beispiel bei Zulieferern von Rohstoffen, Gläsern und Produktionsmaschinen. Der Umsatz von Craft-Breweries betrug 2014 277 Millionen Dollar.
Das Marketing von Bieren aus Michigan und die Koordination wird von der Brauereigilde ("Michigan Brewers Guild") übernommen.
In den letzten Jahren ist die Anzahl an Craft Breweries stark gestiegen. Einige größere Craft-Breweries wurden bereits in den 1980er Jahren gegründet (darunter Bell's), noch mehr in den 1990er Jahren: 1992 Traffic Jam & Snug; 1994 Motor City Brewing Works; 1995 Arbor Brewing, Grizzly Peak, Great Baraboo Brewing, North Peak Brewing und Royal Oak Brewery; 1996 Arcadia Ales und Olde Peninsula Brewpub & Restaurant; 1997 Atwater, CJ’s Brewing, Founders und New Holland Brewing sowie 1998 Dark Horse Brewing, Kuhnhenn Brewing und Rochester Mills Beer. Michigans älteste noch operierende Brauerei ist die Frankenmuth Brewery von 1862. Allein zwischen 2010 und 2015 hat sich die Anzahl an Craft Breweries verdoppelt.

## Die größten Brauereien in Michigan
Die 10 größten Brauereien, gemessen am Volumen in Barrel (Stand 2015):
1. Bell's Brewery (373.381)
2. Founders Brewing (270.000)
3. Atwater Brewing (48.500)
4. Short's Brewing (41.117)
5. New Holland Brewing (35.760)
6. Dark Horse Brewing (23.298)
7. Arcadia Brewing (14.879)
8. Griffin Claw Brewing (14.500)
9. Perrin Brewing (14.000)
10. Keweenaw Brewing (10.938)

## Liste der Brauereien in Michigan nach Städten und Regionen

### Ann Arbor und Umgebung
In der Universitätsstadt Ann Arbor haben sich diverse Brauereien angesiedelt. Bereits 1995 hat die Arbor Brewing Company (ABC) den Betrieb aufgenommen; heute gehören Standorte im Nachbarort Ypsilanti sowie in Bangalore (Indien) dazu. Die Jolly Pumpkin Brewery, die auf ein Konzept aus Brauerei und Pizzeria setzt, expandiert und  hat mittlerweile Niederlassungen auch in Detroit, Dexter, Royal Oak und Traverse City. Eine Übersicht aller Brauereien in Ann Arbor: 
- Arbor Brewing Company (ABC)
- Biercamp
- Blue Tractor BBQ & Craft Beer
- Glasshouse Brewing
- Grizzly Peak Brewing Company, Ann Arbor
- Homes Brewery
- Jolly Pumpkin Brewery
- Wolverine State Brewing

In der kleinen Nachbarstadt Ypsilanti gibt es mehrere Brauereien:
- Corner Brewery (gehört zur Arbor Brewing Company)
- Unity Vibration
- Ypsi Alehouse

Vor den Toren von Ann Arbor haben sich weitere Brauereien angesiedelt: 
- Bitter Old Fecker, Chelsea
- Original Gravity Brewing Company, Milan
- Salt Springs Brewery, Saline
- Stony Lake Brewing Company, Saline

### Detroit und Umgebung
- Ascension Brewing Company, Novi
- Atwater, Detroit (auch Grosse Pointe, Grand Rapids)
- Axle Brewing, Royal Oak und Ferndale
- Baffin Brewing Company, St. Clair Shores
- Bastone Brewery, Royal Oak
- Batch Brewing Company, Corktown
- Big Buck Brewery, Bloomfield Hills
- Black Lotus Brewery, Clawson
- Brew Detroit, Detroit
- Brooks Brewing, Shelby Township
- Brown Iron Brewhouse, Washington
- Canton Brew Works, Canton
- Chelsea Alehouse Brewery, Chelsea
- C.J.s Brewery, Commerce & Plymouth
- Dearborn Brewing, Dearborn
- Detroit Beer Company, Detroit
- Downey Brewing Company, Dearborn
- Drafting Table Brewing, Wixom
- Dragonmead Microbrewery, Warren
- Draught Horse Brewery, Lyon Township
- Exferimentation Brewery, Pontiac
- Falling Down Beer Company, Warren
- Farmington Brewing Company, Farmington
- Fillmore 13, Pontiac
- Fort Street Brewery, Lincoln Park
- Four Leafs, St. Clare
- Griffin Claw Brewing Company, Birmingham
- Granite City Food & Brewery, Detroit, Northville und Troy
- Great Baraboo Brewing Company, Clinton
- Griffin Claw Brewing Company, Birmingham
- Kickstand Brewing Company, Commerce Township
- Kuhnhenn Brewing Company, Clinton Township
- Liberty Street Brewing Company, Plymouth
- Lily's Seafood Grill & Brewery, Royal Oak
- Motor City Brewing Company, Detroit
- North Center Brewing Company, Northville
- Parker's Hilltop Brewery, Clarkston
- River Rouge Brewing Company, Royal Oak
- River's Edge Brewing Company, Milford
- Roak Brewing, Royal Oak
- Royal Oak Brewery, Royal Oak
- Rochester Mills Brewery, Rochester Hills
- Sherwood Brewing Company, Shelby Township
- Third Monk Brewing Company, South Lyon
- Traffic Jam & Snug, Detroit
- Whitch's Hat Brewing, South Lyon
- Woodward Avenue Brewers, Ferndale

### Grand Rapids und Umgebung
- 57 Brew Pub & Bistro, Greenville
- Bier Distillery, Comstock Park
- B.O.B.'s Brewery, Grand Rapids
- Brew Works, Fremont
- Brewery Vivant, Grand Rapids
- Cedar Springs Brewing Company, Cedar Springs
- Creston Brewery, Grand Rapids
- Elk Brewing, Grand Rapids
- Founders Brewing Company, Grand Rapids
- Grand Rapids Brewing Company, Grand Rapids
- Gravel Bottom, Ada
- Greyline Brewing, Grand Rapids
- Harmony Hall Brewing Company, Grand Rapids und Eastown
- Hideout Brewing Company, Grand Rapids
- Hop Cat, Grand Rapids (weitere Locations in Michigan: Ann Arbor, Detroit, East Lansing, Kalamazoo, Royal Oak)
- Jaden James Brewery, Grand Rapids
- New Union Brewery, Lowell
- Newaygo Brewing Company, Newaygo
- Open Road Brewery, Wayland
- Osgood Brewing, Grandville
- Perrin Brewing, Comstock Park
- Pike 51 Brewing Company, Hudsonville
- Railtown Brewing Company, Dutton
- Rockford Brewing Company, Rockford
- Schmohz Brewing Company, Grand Rapids
- Speciation Artisan Ales, Comstock Park
- The Mitten Brewing Company, Grand Rapids
- Trail Point Brewing Company, Allendale
- Vander Mill, Grand Rapids + Spring Lake
- White Flame Brewing Company, Hudsonville

### Holland und Westküste
- Arclight Brewing, Watervliet
- Big Lake Brewing, Holland
- Fireside Brewing, Holland
- Grand Armory Brewing, Grand Haven
- Hawk Peak Brewing Company, Grand Haven
- Macatawa Ale Company, Holland
- New Holland Brewing, Holland
- North Pier Brewing Company, Benton Harbor
- Odd Side Ales, Grand Haven
- Old Boys' Brewhouse, Spring Lake
- Our Brewing Company, Holland
- Saugatuck Brewing Company, Saugatuck
- Silver Harbor Brewing Company, Saint Joseph
- The Livery Microbrewery, Benton Harbor
- Tripelroot, Zeeland

### Kalamazoo, Battle Creek und Umgebung
- Arcadia Brewing Company, Battle Creek & Kalamazoo
- Barn Brewers, Lawton
- Bell's Brewery, Comstock
- Boatyard Brewing Company, Kalamazoo
- Bravo Restaurant, Kalamazoo
- Constantine Brewing Company, Constantine
- Dark Horse Brewery, Marshall
- Final Gravity Brewing Company, Decatur
- Gonzo's BiggDogg Brewing Company, Kalamazoo
- Latitude 42 Brewing Company, Portage
- Lucky Girl Brewing Company, Paw Paw
- Millgrove Brewing Company, Allegan
- Old Mill Brewpub, Plainwell
- Olde Peninsula Brewpub, Kalamazoo
- One Well Brewing, Kalamazoo
- Paw Paw Brewing Company, Paw Paw
- Rupert's Brew House, Kalamazoo
- Territorial Brewing Company, Springfield
- Texas Corners Brewing Company, Kalamazoo
- The Distant Whistle Brewhouse, Vicksburg
- Tibbs Brewing Company, Kalamazoo

### Lansing und Umgebung
- BAD Brewing, Mason
- Charlotte Brewing Company, Charlotte
- Eagle Monk Pub & Brewery, Lansing
- Ellison Brewery, East Lansing
- Fenton Winery & Brewery, Fenton
- Harper's Restaurant & Brewpub, East Lansing
- Lansing Brewing Company, Lansing
- Lynchpin Beer Company, Fenton
- Midtown Brewing Company, Lansing
- Northern Oak Brewery, Holly
- Old Nation Brewing Company, Williamston
- Ozone's Brewhouse, Lansing
- The Gallery Brewery, Portland

### Muskegon und Umgebung
- Big Hart Brewing Company, Hart
- Crankers Brewery, Big Rapids
- Fetch Brewing Company, Whitehall
- Jamesport Brewing, Ludington
- Pigeon Hill Brewing Company, Muskegon
- Raven Brewing, Big Rapids
- Unruly Brewing Company, Muskegon
- Starving Artist Brewing Company, Ludington

### Norden der Lower Peninsula
- Beards Brewery, Petoskey
- Biere de Mac Brew Works, Mackinaw City
- Big Cat Brewing Company, Cedar
- Burnt Marshmallow Brewing, Petoskey
- Cellar Brewing, Sparta
- Cheboygan Brewing Company, Cheboygan
- Dead Bear Brewing, Grayling
- Lake Ann Brewing Company, Lake Ann
- Lake Charlevoix Brewing Company, Charlevoix
- Paddle Hard Brewing, Grayling
- Petoskey Brewery, Petoskey
- Snowbelt Brewing Company, Gaylord
- Stiggs Brewing Company, Boyne City
- Wiltse's Brewpub, Oscoda

### Traverse City & Bay
- Brewery Ferment, Traverse City
- Brewery Terra Firma, Traverse City
- Hop Lot Brewing, Suttons Bay
- North Peak Brewing Company, Traverse City
- Rare Bird Brewpub, Traverse City
- Right Brain Brewery, Traverse City
- Short's Brewing, Bellaire
- Stormcloud Brewing Company, Frankfort
- The Filling Station Microbrewery, Traverse City
- The Workshop Brewing Company, Traverse City

### Sonstige Orte Lower Peninsula
- 127 Brewing, Jackson
- Block Brewing Company, Howell
- Brewery Becker, Brighton
- Cotton Brewing Company, Adrian
- Elk Street Brewery, Sandusky
- Eternity Brewing, Howell
- Frankenmuth Brewery, Frankenmuth
- Grand River Brewery, Jackson
- Greenbush Brewing Company, Shorewood Hills
- Harsens Island Brewery, Marysville
- Haymarket Beer Company, Bridgman
- Lexington Brewery, Lexington
- Loggers Brewing Company, Saginaw
- Midland Brewing Company, Midland
- Mountain Town Brewing Company, Mt. Pleasant
- Poison Frog Brewery, Jackson
- Redwood Brewing Company, Flint
- Sister Lakes Brewing Company, Dowagiac
- Steele Street Brewing, Ionia
- Tapistry Brewing, Bridgman
- Tecumseh Brewing Company, Tecumseh
- Tenacity Brewing, Flint
- The Maple Grille Microbrewery, Hemlock
- Thumb Brewery, Caseville
- Tilted Axis Brewing Company, Lapeer
- Transient Artisan Ales, Bridgman
- Tri City Brewing, Bay City
- Walldorff Brewpub, Hastings
- Watermark Brewing Company, Stevensville

### Upper Peninsula
- 1668 Winery & Lockside Brewery, Sault Ste. Marie
- Blackrocks Brewery, Marquette
- Brickside Brewery, Copper Harbor
- Chocolay River Brewery, Harvey
- Cognition Brewing Company, Ishpeming
- Hereford & Hops Steakhouse & Brewpub, Escanaba
- Keweenaw Brewing, Houghton
- Lake Superior Brewing Company, Grand Marais
- Ore Dock Brewing Company, Marquette
- Red Jacket Brewing Company, Calumet
- Soo Brewing Company, Sault Ste. Marie
- Tahquamenon Falls Brewery, Newberry
- The Library Brewing, Houghton
- The Vierling, Marquette
- Upper Hand Brewery, Escanaba